# نایت‌کلیف، قلمرو شمالی
نایت‌کلیف (به انگلیسی: Nightcliff) یک حومه شهر در استرالیا است که در قلمرو شمالی (استرالیا) واقع شده‌است.